# Thomas Pelham-Holles, 1. Duke of Newcastle-upon-Tyne

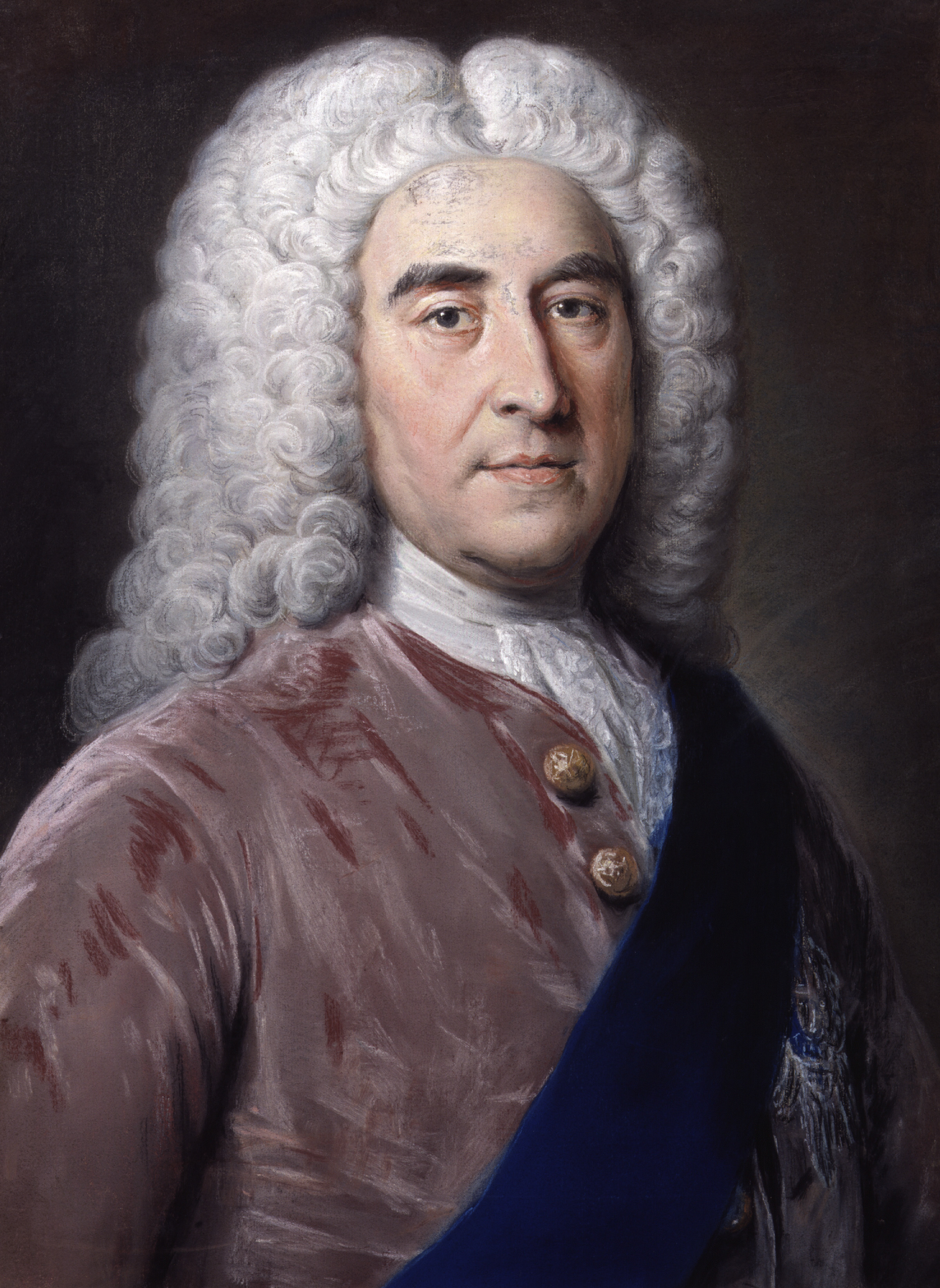
Thomas Pelham-Holles in einem Porträt von William Hoare, um 1752

Thomas Pelham-Holles, 1. Duke of Newcastle-upon-Tyne KG (* 21. Juli 1693 in London; † 17. November 1768 ebenda) war ein britischer Politiker und Premierminister.

## Leben
Thomas Pelham-Holles wurde 1693 als ältester Sohn von Sir Thomas Pelham, 4. Baronet, und seiner zweiten Frau Lady Grace Holles, der jüngeren Schwester von John Holles, 1. Duke of Newcastle-upon-Tyne, geboren. Als 1711 sein Onkel starb, erbte er dessen große Ländereien. Gleiches geschah 1712 nach dem Tode seines Vaters, dessen Titel Baron Pelham, of Laughton, ebenfalls auf ihn überging. Mit seiner Volljährigkeit 1714 war Lord Pelham einer der größten Landbesitzer im ganzen britischen Königreich.
Wie sein Vater und Onkel war er politisch mit der Partei der Whigs verbunden. Er hielt sie auch beim Tode der Königin Anne gegen die Torys zusammen und übte auf die Londoner Bevölkerung erheblichen Einfluss aus, um König Georg I. auf den Thron zu heben. Seine Dienste wurden mit der Ernennung zum Earl of Clare 1714 und zum Duke of Newcastle-upon-Tyne 1715 belohnt. Er wurde 1718 Lord Lieutenant in den Grafschaften Middlesex und Nottingham sowie Ritter des Hosenbandordens. Mit der Heirat Lady Henrietta Godolphins, der Enkelin von John Churchill, 1. Duke of Marlborough, verband er sich 1717 weiter mit der Partei der Whigs.
1717 trat er sein erstes Amt als Lord Chamberlain of the Household an. 1724 wurde er unter Premierminister Sir Robert Walpole Secretary of State „für die südlichen Gebiete“ (römisch-katholisches Europa und Kolonien) anstelle von John Carteret, 2. Earl Granville. Dieses Amt behielt er von 1724 bis 1754 inne. Neben seinem unermesslichen Reichtum war auch sein Redetalent und der Rückhalt in der Partei der Whigs ausschlaggebender Grund für seine lange Amtszeit. Als sein Bruder Henry 1743 Premierminister wurde, spann er die Fäden der Macht. Nach dessen Tod 1754 folgte Thomas Pelham-Holles seinem Bruder im Amt. Er verlor jedoch seinen Rückhalt und im November 1756 musste er das Amt an William Cavendish, 4. Duke of Devonshire übergeben.
Für seine Dienste erhielt er schließlich den Titel des Duke of Newcastle-under-Lyne. Da Pelham-Holles wegen der angeschlagenen Gesundheit seiner Ehefrau keine Kinder hatte,  erhielt dieser Titel auf seine Bitte hin eine besondere Nachfolgeklausel, wonach er anders als die Würden, die Pelham-Holles bis dahin verliehen worden waren, auch auf seinen Neffen Henry Pelham-Clinton, 9. Earl of Lincoln, dessen Vormund er war, übergehen konnte. Eine ähnliche Klausel hatte auch bereits der 1762 verliehene Titel eines Baron Pelham, of Stanmer, zugunsten seines Cousins Thomas Pelham erhalten.
Im Juli 1757 wurde er erneut Premierminister, da es William Pitt trotz seiner staatsmännischen Fähigkeiten nicht gelang, die Partei unter Kontrolle zu halten. Unter der erneuten Regentschaft florierte England. Jedoch kam es zu Differenzen mit König Georg III., sodass John Stuart, 3. Earl of Bute, im Mai 1762 zum Premierminister ernannt wurde. Dies war das letzte Mal, dass der König allein aus persönlichen Gründen einen Premierminister abberief.
Pelham-Holles führte nunmehr die Opposition an. 1765 wurde er für wenige Wochen zum Lordsiegelbewahrer in der Regierung Charles Watson-Wentworth, 2. Marquess Rockingham, musste das Amt aber niederlegen, als die Regierung zurücktrat. Er starb im November 1768.